# Светлін Русев
Светлін Ру́сев (14 червня 1933 — 26 травня 2018) — болгарський художник, іконописець, культурний діяч і колекціонер живопису. Професор, академік Болгарської академії наук (2003).

## Біографія
Светлін Русев народився у Плевені. Закінчив Художню академію в Софії, був учнем професора Дечко Узунова. З 1960 року брав участь у виставках в Болгарії та за кордоном. З 1967 року живе і працює в Софії. Удостоєний звання заслуженого художника Болгарії (1971).
З 1975 року — професор Художньої академії; в 1973—1985 роках — голова Спілки болгарських художників; у 1982—1984 роках — 1-й заступник міністра культури Болгарії; у 1985—1988 роках — директор Національної художньої галереї Болгарії.
Удостоєний безлічі нагород. У 1972 році його картина «День останній» була удостоєна Національної премії.
Він був членом осіннього салону Д'Отон (Париж) і фонду «Ніка-Кай» (Токіо), членом-кореспондентом Кюнстлерхаус (Відень), член академії «Медичі» та ін.
У 1985 році подарував рідному місту свою колекцію болгарського, африканського та східного мистецтва. Вона послужила основою постійної галереї, названої в честь дарувальника. На сьогоднішній день у ній міститься більше чотирьохсот найцінніших екземплярів — художніх полотен та скульптур, що збиралися Русевим протягом багатьох років.

## Творчість
Русев створив чимало портретів болгарських діячів науки і мистецтва (наприклад, Кіріла Петрова, Богомила Райнова), безліч жіночих образів, у тому числі цикл картин «Болгарки», пейзажі болгарських містечок (Балчик, Мелнік) . Значне місце в його творчості займали стійкість, мужність і долі людей у трагічні моменти історії: розправа з болгарськими полоненими після битви при Клейдионі («Воїни Самуїла», 1975), боротьба з османськими завойовниками («Клятва», 1966), втрата Болгарією незалежності наприкінці XIV століття («Народ прощається з патріархом Евтімієм», 1968), трагедія села Батак за часів Квітневого повстання 1876 року («Церква в Батаку», 1976), боротьба за волю у 1920-ті роки («Перед розстрілом. 1923 рік», 1963), трагедія села Ястребино під час Другої світової війни («Ястребино. Урок історії», 1976), військовий переворот в Чилі («Стадіон Сантьяго-де-Чилі», 1974).
Светліном Русевим були написані ікони і фрески церкви Святої Параскеви, побудованої Вангою в с. Рупіте.